# Acantholimon argyrostachyum
Acantholimon argyrostachyum är en triftväxtart som beskrevs av Karl Heinz Rechinger och Schiman-czeika. Acantholimon argyrostachyum ingår i släktet Acantholimon och familjen triftväxter. Inga underarter finns listade i Catalogue of Life.